# Aristolochia manantlanensis
Aristolochia manantlanensis là một loài thực vật có hoa trong họ Aristolochiaceae. Loài này được Santana Mich. mô tả khoa học đầu tiên năm 2007.